# Броміндиго
Бромінди́го — бромопохідні індиго. Тривкі кубові барвники синього або червоного кольору різних відтінків. Різні броміндиго містять від 1 до 6 атомів брому в молекулі. Добувають броміндиго бромуванням індиго. Найчастіше вживають тетраброміндиго.